# Бродяга Кэнсин (фильм)
«Бродяга Кэнсин» (яп. るろうに剣心 Руро:ни Кэнсин) — художественный фильм по манге «Rurouni Kenshin». Демонстрировался в кинотеатрах Японии с 25 августа 2012 года и к ноябрю собрал в прокате 36,7 млн долларов, что было расценено как очень удачный старт.

## Сюжет
Сюжет картины основан на первой части манги. После победы императорских сил в битве при Тоба — Фусими Кэнсин, в то время грозный убийца, исчезает и появляется в Токио лишь спустя 10 лет в виде мирного бродяги. Он вступает в противостояние с опиумным дельцом Такэдой Канрю (Тэруюки Кагава), шайка которого старается отобрать додзё у Каору (Эми Такэи) и её единственного ученика Яхико (Такэто Танака). Кэнсин побеждает всю шайку в неравной схватке, а потом вместе с кулачным бойцом Сагарой Саносукэ (Мунэтака Аоки) врывается в особняк Канрю и вызволяет оттуда Такани Мэгуми (Ю Аои), против воли изготовлявшую для Канрю запрещенный опиум. После этого наркоторговца арестовывает работающий в полиции Сайто Хадзимэ (Ёсукэ Эгути). Один из оставшихся на свободе людей Канрю, маньяк Удо Дзинъэ (Кодзи Киккава), похищает Каору, чтобы заставить Кэнсина вернуться к состоянию безжалостного убийцы. Это ему почти удаётся, но он проигрывает бой с Кэнсином и совершает самоубийство. В финале фильма Кэнсин, Каору, Саносукэ, Яхико и Мэгуми вместе собираются в додзё.

## В ролях
- Такэру Сато — Химура Кэнсин, бывший хитокири, а ныне бродяга, давший обет никогда никого не убивать.
- Эми Такэи — Камия Каору, владелец школы Кендо, доставшейся ей от её отца.
- Мунэтака Аоки — Сагара Саносукэ, уличный Боец, друг Кэнсина.
- Тэруюки Кагава — Такэда Канрю, безжалостный бизнесмен, помешанный на контроле организованной преступности.
- Ю Аой — Такани Мэгуми, врач, которую заставили производить опиум.
- Киккава Кодзи — Удо Дзинъэ, бывший хитокири, преступник, убивающий людей правительства.
- Го Аяно — Гэйн, преступник.
- Гэнки Судо — Инуй Бандзин.
- Такэто Танака — Мёдзин Яхико, единственный ученик Каору в додзё.
- Ёсуке Эгути — Сайто Хадзимэ, бывший капитан 3 отделения Синсэнгуми, полицейский.
- Эйдзи Окуда — Ямагата Аритомо, высокопоставленный член правительства Мэйдз, начальник Сайто.

## Кастинг
Роль Кэнсина исполнил актёр Такэру Сато, большой фанат манги. Режиссёром фильма выступил Кэйси Отомо, незадолго до этого снявший исторический сериал «Сказание о Сакамото Рёме» (яп. 龍馬伝 Рё: ма-дэн), действие которого также происходит в эпоху бакумацу. К созданию новой картины привлекли и Нобухиро Вацуки, который полностью одобрил кандидатуру Сато на роль Кэнсина и высказал несколько идей, которые были использованы в фильме.

## Отзывы
Отзывы критиков о фильме оказались большей частью положительными. Опасения, что он окажется дешёвой попыткой сыграть на раскрученности аниме и манги, чтобы выжать из зрителей побольше денег, не оправдались: фильм был снят достаточно качественно. Обозреватели похвалили быстрые и яростные сцены боя с минимумом компьютерной графики, хотя отметили, что в нескольких эпизодах персонажи совершают совершенно неестественные и глупо выглядящие прыжки. Сюжет, по мнению критиков, являл собой относительно непротиворечивую адаптацию манги, хотя обилие задействованных в фильме персонажей не позволило создателям в достаточной степени раскрыть их личности. Подбор актёров и их игру обозреватели оценили весьма высоко, и в этом с ними был солидарен Нобухиро Вацуки, который был в восторге от актёрской игры. Тем не менее, один из обозревателей отметил неуместность характерного для Кэнсина восклицания «Оро!», которое в манге использовалось главным образом в комедийных сценах. Другой же заявил, что актриса, играющая Каору, слишком красива: в манге предполагается, что Каору простовата и крепко сложена, и Мэгуми по сравнению с ней выглядит просто сногсшибательно, а в фильме Каору получилась красивее Мэгуми.
Музыкальное сопровождение фильма, созданное композитором Наоки Сато, удостоилось достаточно высоких оценок, хотя сопровождавшая финальные титры композиция в жанре поп-панк была названа «мягко говоря неподходящей». В целом фильм был оценён как добротная и интересная работа не только в плане экранизации манги, но и как самостоятельная картина, несмотря на то, что сюжет временами становится несерьёзным, а персонажи, чья внешность максимально приближена к аниме-прототипам, выглядят чересчур «мультяшными» в более-менее верно переданной обстановке Японии XIX века.